# Mike Clark (drummer)
Michael Jeffrey Clark (Sacramento (Californië), 3 oktober 1946) is een Amerikaanse jazzdrummer. Hij kreeg wereldwijde erkenning als een van Amerikas meest vooraanstaande jazz- en funk-drummers toen hij begin jaren 1970 met Herbie Hancock speelde. Zijn indringende spel op Hancocks Actual Proof leverde hem een internationale cult op en beïnvloedde generaties drummers over de hele wereld.

## Biografie
Michael Jeffrey Clark werd geboren in Sacramento, Californië. Hij reisde door het land met zijn vader, zelf een drummer en een vakbondsman van de spoorlijn. Zijn vader had een grote waardering voor jazz- en bluesmuziek en Mike nam de muziek van Amerika in zich op, terwijl hij over de rails reed. Hij noemt deze bekendheid de basis voor zijn vermogen om veel verschillende regionale stijlen te synthetiseren. Vanaf 4-jarige leeftijd was hij een wonderkind en speelde met bands in Texas en New Orleans. Tegen de tijd dat hij begin twintig was, stond hij bekend als een van de grondleggers van de kenmerkende East Bay Sound uit Oakland (Californië). Mike trad op met bekende jazz-grootheden als Herbie Hancock, Christian McBride, Chet Baker, John Scofield, Nicholas Payton, Tony Bennett, Wayne Shorter, Joe Henderson, Eddie Henderson, Bobby Hutcherson, Vince Guaraldi, Woody Shaw, Donald Harrison, Albert King, Larry Coryell, Michael Wolff, Wallace Roney, Billy Childs, Dr. Lonnie Smith, Chris Potter, Bobby McFerrin, Nat Adderley, Oscar Brown jr., en Gil Evans en zijn orkest.
Zijn laatste opnamen zijn onder meer Retro Report met Delbert Bump bij het label Rope-a-Dope, Life Cycle met Mark Sherman, Chase Baird en Felix Pastorius, ook bij Rope-a-Dope, Eddie Hendersons Be Cool bij het Smoke-label, Charnett Moffetts Music from Our Soul bij Motima en Indigo Blue: Live at the Iridium met Christian McBride, Donald Harrison, Rob Dixon, Randy Brecker en Antonio Farao bij HighNote Records. Clark ondersteunt DW-drums, Istanbul Agop-cimbalen, Evans-drumvellen en innovatieve percussiedrumstokken. Hij heeft in het verleden Remo-drumvellen, Vic Firth-drumsticks, Zildjian-bekkens en Paiste-bekkens gespeeld.

## Discografie
| Jaar | Artiest                                                                                    | Titel                                                | Label                     |
| 1974 | Herbie Hancock                                                                             | Thrust                                               | Columbia                  |
| 1974 | Herbie Hancock                                                                             | Death Wish                                           | Columbia                  |
| 1974 | Betty Davis                                                                                | They Say I'm Different                               | Just Sunshine             |
| 1975 | Herbie Hancock                                                                             | Man-Child                                            | Columbia                  |
| 1975 | Herbie Hancock                                                                             | Flood                                                | CBS/Sony [Japan]          |
| 1975 | The Headhunters                                                                            | Survival of the Fittest                              | Arista                    |
| 1976 | Eddie Henderson                                                                            | Heritage                                             | Blue Note                 |
| 1976 | Alphonso Johnson                                                                           | Yesterday's Dreams                                   | Epic                      |
| 1977 | The Headhunters                                                                            | Straight From the Gate                               | Arista                    |
| 1979 | Brand X                                                                                    | Product                                              | Passport                  |
| 1979 | Brand X                                                                                    | Do They Hurt?                                        | Passport                  |
| 1981 | Jack Walrath Group (met Ricky Ford)                                                        | Revenge of the Fat People                            | Stash                     |
| 1983 | Jack Walrath Quintet                                                                       | Jack Walrath Quintet at Umbria Jazz Festival, Vol. 1 | Red Records               |
| 1983 | Jack Walrath Quintet                                                                       | Jack Walrath Quintet at Umbria Jazz Festival, Vol. 2 | Red Records               |
| 1984 | Percy Jones Ensemble                                                                       | Propeller Music                                      | Hot Wire [Germany]        |
| 1989 | Mike Clark Sextet (met Ricky Ford, Jack Walrath)                                           | Give the Drummer Some                                | Stash                     |
| 1989 | Jack Wilkins Trio                                                                          | Call Him Reckless                                    | MusicMasters/BMG          |
| 1991 | Jack Wilkins                                                                               | Alien Army                                           | MusicMasters/BMG          |
| 1992 | Mike Clark & Paul Jackson (met Kenny Garrett)                                              | The Funk Stops Here                                  | Tiptoe/Enja               |
| 1992 | Suzanne Pittson                                                                            | Blues and the Abstract Truth                         | Vineland                  |
| 1993 | Mike Clark Group                                                                           | Jim Payne's New York Funk! Vol. 1                    | Gramavision               |
| 1994 | Marc Puricelli                                                                             | Melting Point                                        | MusicMasters/BMG          |
| 1995 | Mike Clark                                                                                 | The Headhunter: Master Drummers, Volume Three        | Ubiquity                  |
| 1995 | Marc Puricelli                                                                             | Shade                                                | MusicMasters/BMG          |
| 1996 | Dave Ellis                                                                                 | Raven                                                | Monarch                   |
| 1997 | Henry Franklin (met Phil Vieux, Marc Seales)                                               | The Hunter                                           | Resurgent Music           |
| 1998 | The Headhunters                                                                            | Return of the Headhunters!                           | Hancock/Verve Forecast    |
| 1999 | John Tank Quartet                                                                          | Canadian Sunset                                      | TCB Records               |
| 1999 | Mike Clark (met Billy Childs, Chris Potter)                                                | Summertime                                           | JazzKey Music             |
| 2000 | Mike Clark                                                                                 | Actual Proof                                         | Platform                  |
| 2001 | Mike Clark / Paul Jackson / Marc Wagnon                                                    | Conjunction                                          | Buckyball                 |
| 2003 | The Headhunters                                                                            | Evolution Revolution                                 | Basin Street              |
| 2003 | The Mackrosoft                                                                             | 1st Mack to the Moon                                 | Mackrosoft                |
| 2003 | The Mackrosoft                                                                             | Life Imitates Clouds                                 | Mackrosoft                |
| 2003 | George Pajon jr.                                                                           | Fried Plantains                                      | Kufala Recordings         |
| 2004 | Michael Wolff & Impure Thoughts                                                            | Dangerous Vision                                     | Artemis                   |
| 2004 | Reuben Wilson                                                                              | Fun House                                            | Savant                    |
| 2005 | Rebecca Barry and the Headunters                                                           | Rebecca Barry and the Headunters                     | Rebecca Barry Productions |
| 2005 | The Mackrosoft                                                                             | Antonio's Giraffe                                    | Mackrosoft                |
| 2006 | Mike Clark                                                                                 | Blueprints of Jazz, Vol. 1                           | Talking House             |
| 2006 | Michael Wolff                                                                              | Love and Destruction                                 | Wrong Records             |
| 2007 | Tony Adamo                                                                                 | Straight Up Deal                                     | UrbanZone                 |
| 2007 | Jerry Stucker                                                                              | It's All a Groove                                    | UrbanZone                 |
| 2008 | The Headhunters                                                                            | On Top: Live in Europe                               | BHM Productions           |
| 2009 | Mike Clark's Prescription Renewal (met Fred Wesley, Skerik, Robert Walter, Charlie Hunter) | Live at the Fox Theatre                              | P-Vine [Japan]            |
| 2010 | Mike Clark                                                                                 | Carnival of Soul                                     | Owl Studios               |
| 2011 | The Headhunters                                                                            | Platinum                                             | Owl Studios               |
| 2013 | Michael Wolff / Mike Clark                                                                 | Wolff & Clark Expedition                             | Random Act                |
| 2013 | Jeff Berlin                                                                                | Low Standards                                        | Random Act                |
| 2013 | Tony Adamo                                                                                 | Miles of Blu                                         | Random Act                |
| 2013 | Chester "CT" Thompson                                                                      | Mixology                                             | Doodlin' Records          |
| 2015 | Michael Wolff / Mike Clark                                                                 | Wolff & Clark Expedition 2                           | Random Act                |
| 2015 | Mike Clark / Gaetano Letizia / Wilbur Krebs                                                | Froggy & the Toads                                   | Letizia Music             |
| 2015 | Tony Adamo & the New York Crew                                                             | Tony Adamo & the New York Crew                       | UrbanZone                 |
| 2015 | Jerry Weldon                                                                               | On the Move!                                         | Doodlin' Records          |
| 2016 | Dylan Taylor (met Larry Coryell)                                                           | One in Mind                                          | Blujazz Productions       |
| 2017 | Charnett Moffett                                                                           | Music From Our Soul                                  | Motéma Music              |
| 2017 | Mike Clark & Delbert Bump (met Elias Lucero)                                               | Retro Report                                         | Ropeadope                 |
| 2018 | Eddie Henderson (met Donald Harrison, Kenny Barron)                                        | Be Cool                                              | Smoke Sessions            |
| 2018 | Venture (Mike Clark, Mark Sherman, Chase Baird, Felix Pastorius)                           | Life Cycle                                           | Ropeadope                 |
| 2018 | Tony Adamo                                                                                 | Was Out Jazz Zone Mad                                | Ropeadope                 |
| 2018 | Rob Dixon Trio (met Charlie Hunter)                                                        | Coast to Crossroads                                  | Rob Dixon Productions     |
| 2019 | Mike Clark (met Christian McBride, Donald Harrison, Randy Brecker)                         | Indigo Blue: Live at the Iridium                     | Ropeadope                 |
| 2019 | DSC (Leon Lee Dorsey, Greg Skaff, Mike Clark)                                              | Monk Time                                            | Jazz Avenue 1             |
| 2020 | Eddie Henderson (met Donald Harrison, Kenny Barron)                                        | Shuffle and Deal                                     | Smoke Sessions            |
| 2020 | Wolff / Clark / Dorsey (Michael Wolff, Mike Clark, Leon Lee Dorsey)                        | Play Sgt. Pepper                                     | Jazz Avenue 1             |

- Bibsys: 5089184
- Bibliothèque nationale de France: cb13964686j (data)
- Gemeinsame Normdatei: 134762789
- International Standard Name Identifier: 0000 0000 5517 7592
- Library of Congress Control Number: n93008505
- MusicBrainz: dbfb1ec5-0a5a-412e-b435-b82aba023239
- Nationale Bibliotheek van Tsjechië: vse2012719850
- Nederlandse Thesaurus van Auteursnamen: 112505864
- Système universitaire de documentation: 156474360
- Virtual International Authority File: 44491716
- WorldCat: E39PBJc3BW8QQdrPbvwyD6mrv3